# キッズコンピュータ・ピコ
キッズコンピュータ・ピコ（Kids Computer Pico）は、セガ・エンタープライゼス（現・セガ）が開発し、同社→セガトイズが製造した幼児向けの電子知育玩具である。

## 概要
セガ・エンタープライゼス（後のセガ）が1993年に発売した幼児向けの電子知育玩具で、セガ時代はTOY事業部が担当していた。発売当初のメーカー希望小売価格は税抜16,000円。1998年以降は当時のセガ子会社で玩具部門を担当するセガトイズに販売を移管した。2001年6月1日には同性能の改良機を発売するとともに機器名称をキッズコミュニケーション・ピコに変更した。略称はピコ（PICO）。
タッチペンによる操作、絵本状のページが付いたソフトウェア、テレビ画面と絵本の連動遊び、テレビ画面を利用したお絵かき遊びを特徴とする。キャッチフレーズは「楽しく遊んで、知力すくすく」「遊びが学びの最初の一歩」など。
同社から発売されたメガドライブのアーキテクチャを転用した電子玩具。メガドライブからFM音源と、それを制御するサブCPUのZ80を省き、代わりにADPCM音源を搭載、入力機器をコントローラからタッチペンにするなどの変更を施し、幼児向け知育コンピュータとした。本体のみでは動作せず、テレビと接続した上で絵本ソフトと呼ばれるロムカセットを本体に差し込んで使用する。これらの性質からゲーム機としても分類される。
その性能のため、絵本ソフトは、PSG音源をBGMに使用し、キャラクターが頻繁に喋るものが主体となっており、セガ時代に発売された絵本ソフトは、画面に表示されるセガロゴはメガドライブから流用されたものだった。
操作は主に本体に取り付けられたタッチペンを使用し、ほかにタブレット、決定を行う赤い大きなボタン、選択・方向決定を行う4つの小さなボタンを補助的に使用するのみで、一般のコンピューターゲームのような複雑な操作は要求されない。小さなボタンの色は当初は白・緑・橙・青。このうち白いボタンはキッズコミュニケーション・ピコの最初期モデルでは黄色に変更されたが、後に白色に戻された。この時期に発売された絵本ソフトはテレビ画面に表示されるボタンも黄色で示されているものがある。
絵本ソフトに付いたページを開きタッチペンでページ内の絵や文章、アイコンに触れると、それと連動してテレビ画面の画像が変化する、キャラクターが喋る、ミニゲームが始まるなどさまざまなイベントが発生する。多くのソフトには最後のページに、タブレットとタッチペンを併用するテレビでのお絵かきのページが用意されている。テレビと絵本の連動遊び、学習要素を盛り込んだミニゲーム、お絵かき遊びにより幼児の想像力、判断力など知能の発達、文字や数、物の名前など知識の習得を促し、学習の手助けを行う。

## 歴史
1993年6月26日に日本国内向けとして発売。1990年代前半には子供向けのワープロや電子手帳などの電子玩具が多数発売されたが、テレビでのお絵かき遊びを目的としたコンピュータ玩具もその1つに数えられる。セガはピコの発売以前にも知育コンピューター部署は「セガAIコンピュータ」を販売しており、それなりのノウハウを積んでいた。他社ではソニーによるマイファーストソニーシリーズのグラフィックコンピュータ、コナミのピクノなどが存在した。
ピコはこれら類似機器の中では後発となったが、前機種「セガAIコンピュータ」の後継機として遊びだけでなく勉強目的の利用を強調し、対象年齢を就学前の幼児から小学生低学年程度までと絞ることで一般のゲーム機とは異なる新たな層を開拓した。ソフトは内蔵せず取り替え式とし、テレビアニメや特撮テレビ番組に登場する子供にも親しみやすい人気キャラクターを採用し簡単なゲームを挿入するなど、遊びと教育を融合させた「エデュテインメント」の概念を盛り込み勉強を意識させない作りとした。
発売8周年となった2001年6月1日には、基本性能はそのままに省スペース化やデザインの変更などの改良を行った新型機を発売すると共に、機器名称をキッズコミュニケーション・ピコに改めた。さらに機器マークも長年使用された切手のような縁取りがされた長方形のデザインから地球儀を模した丸いデザインに変更した。このリニューアルと同時に、ピコを利用したインターネット接続サービス「ピコタウン」を開始し専用接続ソフトを発売したが、セガトイズはピコの機器性能では通信技術の進歩に対応できないとし、2002年12月26日でサービスを終えた。
セガトイズはセガがドリームキャストを最後に家庭用ゲーム機事業から撤退した後もピコ本体と新作ソフトの供給を続けたが、2005年4月発売の『甲虫王者ムシキング あつめてあそぼう甲虫図鑑』を最後に新作ソフトの供給を終了した。同年8月には表現能力を向上させ、より幅広い年齢層への普及を図った後継機アドバンスピコ・ビーナを発売し、急速に移行を推し進めた。新作ソフトウェアの供給期間は、日本国内のセガのハードウェアでは最も長い約12年間となり、本体の累計出荷台数は約340万台に達した。
2005年の本体販売終了後も「セガトイズお客様センター」にて修理などのアフターサービスやACアダプターやタッチペンなどの部品販売を行っていたが、2010年10月29日をもって全てのサポートを終了した。

## ソフトウェア
ピコ専用ソフトは絵本ソフトと呼ばれ、ロムカセットの上部に絵本を模したページが数枚付いている。多くのソフトはタイトルとなる表紙と見開き5ページで構成されており、最終ページにはテレビを利用したお絵かき遊びが用意されている。お絵かきの他には『キテレツ大百科 えどにいってキテレツさいさまにあうナリ』の発明遊び、『世界名作劇場』の物語作成機能、『クッキングピコ』の料理大会などが用意されているソフトや、お絵かきに特化した『クレヨンしんちゃんのおえかきノート』などでは表紙以外のページを多数のアイコンで占めたものもある。絵本ソフトに取り付けられたページの紙質はソフトや発売時期により異なり、同一ソフトでも製造時期により異なる場合がある。
絵本ソフトの角上部には丸い6つの穴が、各ページの角上部には異なる切り欠きがあり、本体のセンサーがページの有無を判断しテレビ画面に表示する場面の決定および絵本ソフトのタッチ箇所変更を行う。ページをめくることで容易に場面転換ができるため、一般のコンピューターゲームのように初めから順番に物語を進める必要はなく、好きなページからゲームやイベントを始めることができる。
製品の箱には実際の購入者となる保護者に向け、教育専門家の顔写真や推薦文、学習要素を掲載する、タイトルに「知育」「知能」などの語句を添える手法が用いられた。価格は通常の絵本ソフトが3,980円、周辺機器付きの絵本ソフトが6,980円程度に設定された。
また絵本ソフトには固有の大規模な入力デバイスを用いるものもあり、トイザらスなどを始めとする販売店では実際にソフトや新発売のデバイスを試遊できるデモ機が設けられる場合も多く、売り場ではピコ本体のデザインにあわせカスタマイズされたテレビモニターや展示ディスプレイが使用される様子が見られた。

### 販売メーカー
絵本ソフトの販売に関してはサードパーティー制が取られ、セガおよびセガトイズ以外の企業からも発売された。特にバンダイはピコ発売当初から継続的に自社の管理するキャラクターを使用した新作ソフトの供給を行い、セガと共に多数のソフトを供給した。
セガやセガトイズ、バンダイが遊びに比重を置いたソフトを発売した一方で、小学館や講談社、学習研究社はより教育に比重を置いたソフトを開発、発売した。この他絵本ソフトを発売した企業にはゼネラル・エンタテイメント、バンプレスト、イマジニア、エポック社、タカラ、旺文社、ポニーキャニオン、セガトイズの前身となるセガ・ヨネザワなどがある。

### 廉価版
1998年から旧作ソフトの廉価版が、以下のシリーズ名で数回販売された。箱は廉価版を強調するデザインに変更され、価格はすべて税抜2,980円に統一された。
- はじめまシリーズ - 1998年発売。1993年から1994年のピコ初期に発売されたソフトを中心に6タイトルを発売。製品内に封入された応募券を2枚送るとパーカーやリュックサックが当たるキャンペーンを実施した。
- ピコ発売10周年記念ソフト - 2003年発売。1995年前後発売のソフトを中心に全10タイトルを発売。ソフトケースは赤色で統一された。
- ピコベストセレクションシリーズ - 2004年以降発売。ピコ発売10周年記念ソフトの後継企画。ソフトケースは発売10周年記念ソフトと同様に赤色で統一された。

### ジャンル分類
1994年以降発売の絵本ソフトでは、そのソフトの主題を小学校の教科に例えてジャンル分類を行った。ひらがなやカタカナの学習を主題としたソフトは国語、数字や計算、図形の学習を主題としたソフトは算数、動物の生態や天体の学習を主題としたソフトは理科、歴史や地理の学習を主題としたソフトは社会科、スポーツゲームは体育と分類される。その他学習要素の薄いソフトのジャンルは放課後とされた。
1998年以降は教科によるジャンル分類を廃止し、対象年齢、主要な学習要素、学習または遊びのどちらかを示すアイコンがパッケージ表面に示された。

## バリエーション
ピコ本体は長期に渡る販売時期からコストダウンと低廉化を目的としたモデルチェンジが繰り返された。本体の種類は大きく以下の3モデルに分類できる。いずれの機種もACアダプタ、テレビと接続するためのケーブルが同梱され、タッチペンはあらかじめ本体へ取り付けられている。
キッズコンピュータ・ピコ（初期型、HPC-0001/HPC-0003/HPC-0003A）
ピコ発売当初のモデル。HPC-0002は欠番。HPC-0003Aはイマジニアの育脳塾本体の在庫を流用したもの。本体上部に持ち運びを容易に行うためのハンドルが用意された。本体の主な色は黄色と赤。タブレット部外側のロゴ部分やタブレットシートに紺色を使用。HPC-0003Aは北米版ピコと同様にエメラルドグリーンを基調としている。HPC-0001ではメガドライブ用コントローラと同様の9pin接続端子が用意されたが、HPC-0003以降の本体では削除された。
キッズコンピュータ・ピコ（普及型、HPC-0007/HPC-0008）
1997年頃に発売されたモデル。HPC-0004-6は欠番。HPC-0007は『おためしおえかきソフト』を同梱し「ピコプラス」の名称で販売された。初期型に存在したハンドルとペンスタンド、電源投入時の絵本ソフト着脱防止機能が省かれ、電源スイッチの位置が本体内側から側面へ変更された。本体の主な色は黄色と赤と紺。タブレット部外側に付いているピコのロゴはHPC-0007がカラー印刷のシール貼付に、HPC-0008はプラスチック成型にされた。
『おためしおえかきソフト』は1996年発売の『ゆかいな森のパケット』からお絵かきとミニゲームの最終ページを抜粋したソフトである。
キッズコミュニケーション・ピコ（HPC-0009）
2001年6月1日に税抜12,800円で発売。全面的な設計の見直しがされた新モデル。絵本ソフト挿入部側の突起をなくし従来機より薄くすることで収納時のサイズ縮小を実現した。その代わり使用時には本体後部のスタンドを立てる必要がある。初期出荷分では従来機の白ボタンが黄色に変更されたが、後に再度白色へ戻された。
絵本ソフト挿入部内側には絵本ソフトの端子部を清掃するカード「絵本ソフトクリーナー」の収納スペースが新たに設けられ、タブレット部は柄が印刷された薄い紙の「タブレットシート」の上に保護用の厚い「透明シート」を取り付ける形式となった。従来機種では滲みやぼやけの見られた画質も改善された。
ほぼ全てのピコ用ソフト・周辺機器が利用できるが、『みんなできょうそうアンパンマン!』は付属の空気ポンプ式マルチタップ「みんなでタップ」の取り付けができないため、不対応とされた。
本体色は白を基調とし、絵本ソフト挿入部内側やロゴ部にオレンジ色を、タブレットシートには水色を配色した。その後オレンジ色の部位をピンクや水色に変更した色違いモデル、本体やタブレットシートにトイ・ストーリーやディズニープリンセスのキャラクターを印刷した機種、全体の配色を変更しアンパンマンやピカチュウを配した機種も登場したほか、店舗限定でソフトを同梱した本体も販売された。例としてくまのプーさん関連ソフトをセットにした「プーさんセット」（HPC-0212）などがある。

## 周辺機器
特に記載のない製品の発売元はセガまたはセガトイズとなる。
- プリファン - 1995年発売。低性能の熱転写式ビデオプリンター。ピコ専用品ではなく、箱にはセガサターンやビデオデッキ、ビデオカメラとの使用例も示された。後に「ピコ用プリンター」のシールが箱に貼り付けられ、ピコ用周辺機器としての強調がされた。対応ソフトにはペーパークラフト作成ソフト『ぺたぺたちょっきん あそべるずかん どうぶつ』、グリーティングカード作成ソフト『サンリオフェスティバル たのしいカードづくり』などがある。
- たのシート - 1995年発売。キャラクターのなぞり絵、文字や図形を練習するための手本、迷路やクイズなどの簡単なゲームを印刷したタブレットシート。ピコのタブレット部に乗せ、絵本ソフトのお絵かきページで絵や文字をなぞり使用する。ドラえもん、ミッキーマウス、ドナルドダック、怪盗セイント・テール、ハローキティ、けろけろけろっぴのキャラクターセット、ひらがなくん、カタカナくん、えいごくんの名の文字練習セットがそれぞれ発売された。この他たのシートまたはタブレットシートが同梱された絵本ソフトもある。本品発売以降の対応ソフトには箱に「たのシート対応」の表記がされた。
- おえかきれんしゅうシート - 1996年にバンダイから発売。たのシートの同等品。対応ソフトには箱に「おえかきれんしゅうシート対応」の表記がされた。
- ピコタウンへでかけよう! - 2001年発売。ピコ専用ネットワークサービス「ピコタウン」へ接続するための機器セット。ピコ用の絵本ソフト、絵本ソフトとパソコンを接続するUSBケーブル、パソコン用制御ソフトで構成される。ネットワークサービスは2002年12月26日で終了した。

## その他

### 互換機
ピコの互換機としてヤマハからはミクストブックプレーヤー コペラ (MIXT BOOK PLAYER COPERA) が、イマジニアからは育脳塾（いくのうじゅく）が発売された。いずれも1990年代後半までに本体、対応ソフトとも販売を終えた。
後述のとおり、ソフト互換性としては育脳塾＝ピコ＜コペラとなっている。

#### ミクストブックプレーヤ コペラ
1993年12月1日発売。メーカー希望小売価格は税抜3万5000円。通称コペラ。メーカー型番はMMG-1。セガとの共同開発品としてピコへ音楽教育に対応した機能を追加した上位互換機。ピコ用の絵本ソフトは全て使用でき、コペラ専用に用意された音楽教育絵本ソフトミクストブックも使用できる。反対にミクストブックをピコで起動しても、警告画面が表示されるのみで使用できない。当時のテレビCMでは「ピコのお兄さん」と表現された。マスコットキャラクターは機器名と同じコペラ。
配色は紫がかった水色と濃灰色および薄灰色を基調とし、タブレット横の操作ボタンもピコより淡い色調にされた。外装は端子部を除きピコの初期モデルと同一であり、拡張コントロール端子の名称でメガドライブ用コントローラと同様の9pin端子が用意されている。ピコと色違いのタブレットシートのほか鍵盤の描かれたタブレットシートも同梱された。
追加された機能は以下の通り。これらはミクストブック使用時のみ機能する。
- FM音源の内蔵と音声出力のステレオ化。
- 本体へ音声入力マイクの接続端子が設けられるとともにマイクが同梱され、音声認識による操作やカラオケが可能。
- MIDI出入力の追加。MIDI音源と接続することで効果音が追加される。

ヤマハの音楽教室で教材として使用されたほか、楽器店や大手スーパーでの一般販売も行われた。ミクストブックは全10本発売され、本体と同時発売されたミクストブック『メロディランド』『コペラのタイムマシン』『ドレミファ伝説』の価格はピコ用絵本ソフトの2倍以上となる税別8,500円に設定された。

#### 育脳塾
型番はIMC-001。基本性能や外形はピコのHPC-0003と同一の相互互換機で、違いは本体やタブレットシートの色、ロゴの変更、タッチペンの呼称が「ハイパーペン」に変更された程度となる。オリジナルの育脳塾とは別に、北米版ピコ（SEGA Pico）の余った在庫を育脳塾として発売もなされた。
育脳塾ソフトはすべてピコで使用することができ、反対にピコソフトを育脳塾で使用することもできる。育脳塾ソフトの中にはピコソフトとして再発売されたものも存在し、ピコ版の箱にも育脳塾のロゴが併記された。
育脳塾ソフトの説明書はピコソフトの物に準じて作成されており、構成や注意文・警告文もほぼ同一である。しかしピコソフトでは「楽しむ、遊ぶ」とされた表現が育脳塾ソフトではすべて「勉強する、学習する」などの表現に置き換えられ、学習目的の利用が強調された。
ただ、育脳塾ソフトは、所有者のほとんどがピコユーザーであり、機種としての育脳塾はよほど売れなかった割にキッズコンピューター・ピコ本体が品薄の状態であったため、オリジナルの育脳塾本体の在庫をセガが引き取ったうえで、前述の通りキッズコンピューター・ピコの『HPC-0003A』として発売されたので、育脳塾ソフトは、本体の販売が終了した後も引き続き発売された。

### 絵本ソフトに採用されたキャラクターや題材
絵本ソフトではアニメなどで有名なキャラクターを導入役として採用することが多い。ピコソフトのために独自制作されたキャラクターを使用したソフトや、勉強を主目的としキャラクターが存在しないソフトもある。
本体と同時、または同時期に発売されたソフトは以下の通り。子供世代、親世代の両方になじみのある有名なキャラクター、テレビ番組が選ばれた。
- 『ドラえもん のびたとまいごのきょうりゅう』- ドラえもん
- 『ミッキーのゆかいなぼうけん』- ミッキーマウス
- 『ドナルドのおばけたいじ』- ドナルドダック
- 『ハローキティのたのしいぶとうかい』- ハローキティ
- 『ひらけ!ポンキッキ パーティーをひらこう!』- ひらけ!ポンキッキ

#### 題材の一覧
テレビアニメ
ドラえもん、それいけ!アンパンマン、ポケットモンスター、美少女戦士セーラームーン、キテレツ大百科、楽しいムーミン一家、ノンタンといっしょ、平成天才バカボン、3丁目のタマ うちのタマ知りませんか？、魔法騎士レイアース、怪盗セイント・テール、キューティーハニーF、勇者シリーズ、忍たま乱太郎、おじゃる丸、夢のクレヨン王国、おジャ魔女どれみ、ゲゲゲの鬼太郎、明日のナージャ、ふたりはプリキュア、とっとこハム太郎、しましまとらのしまじろう、クレヨンしんちゃん、ちびまる子ちゃん、世界名作劇場、甲虫王者ムシキングなど
特撮ヒーロー
ウルトラマン、ゴジラ、仮面ライダークウガなどの平成仮面ライダーシリーズ、スーパー戦隊シリーズ、メタルヒーローシリーズ 、超光戦士シャンゼリオン、燃えろ!!ロボコン など
ディズニー
ミッキーマウス、ドナルドダック、白雪姫、ダンボ、ピーター・パン、くまのプーさん、バグズ・ライフ、トイ・ストーリー2、ディズニープリンセス、東京ディズニーランド、東京ディズニーシー など
サンリオ
特定のサンリオキャラクターのみ登場するソフト、複数のキャラクターが一堂に登場するソフトに二分される。
ハローキティ、リトルツインスターズ（キキララ）、けろけろけろっぴ、サンリオピューロランドなど
その他のキャラクター
ソニック・ザ・ヘッジホッグ、バーバパパ、スヌーピー、ミニモニ。（アニメ版）、きかんしゃトーマス、ペコラ、コンパチヒーロー(仮面ライダー、ウルトラマン、ガンダム) 、くまのパディントンなど
他の玩具
リカちゃん、ダイヤペット、トミカ、レゴブロック、プラレール、シルバニアファミリーなど
テレビ番組・雑誌・企業など
ひらけ!ポンキッキ、ポンキッキーズ、のりものスタジオ、おかあさんといっしょおよびドレミファ・どーなっつ!・ぐ〜チョコランタン、たのしい幼稚園、平成教育委員会、マクドナルドなど
シミュレーション
疑似体験型絵本ソフトの多くはコントローラ代わりとなる周辺機器が同梱された。
自動車の運転、スペースシャトルの操縦、料理、電話の掛け方、パソコン・キーボード・マウスの操作、カラオケ、挨拶、小学校生活、ペット（犬、猫、ハムスター）の育成、ダンス、職業体験（看護師など）、育児、釣り、メイクなど。
スポーツゲーム
野球 - 『めざせプロ野球』では日本のプロ野球に関する歴史や情報の紹介、ルールの学習とクイズが用意され、プロテスト体験ゲームと野球ゲームが収録された。
サッカー　- 『ピコサッカー めざせサッカーせんしゅ』では世界におけるサッカーの歴史紹介、ルールの学習とクイズが用意され、ドリブルなどのミニゲーム、ポジション検査ゲームとサッカーゲームが収録された。

### イメージキャラクター
パケット
1996年 - 1998年のイメージキャラクター。青いとんがり帽子、サスペンダー付きの大きなズボン、白い手袋、大きな革靴、蝶ネクタイを身につけ、赤く丸い鼻を持つ見習いピエロの男の子。
1996年に発売されたピコ初のマイク内蔵音声認識ソフト『ゆかいな森のパケット』の主人公として初登場した。以降店頭販促資材などにイラストが活用されるなど、事実上のイメージキャラクターとなった。
1997年には『パケット2 ゆかいな仲間とゲームで数遊び』が発売され、このソフトに同梱されたアンケートハガキにはキャラクターグッズの希望、パケットの認知度、好感度を伺う設問が用意された。これ以降パケットのソフトは発売されなかったが、『パケット2』に登場した犬のキャラクター「ユッピー」は1998年発売の『3つのしっぽ』の進行役として再登場した。
むちゅうじんピッピちゃん
1999年以降のイメージキャラクター。先に丸の付いた2本の触角、Pの文字が付いた三角の胴、四角く黄色い顔と単純な図形で構成された宇宙人。この姿は子供でも簡単に描けるようデザインされた。触角と胴の部分が赤色と青色の2人がペアで登場する。本体や絵本ソフトのパッケージ、起動画面に登場するピコのロゴマークとともにその姿を見ることができた。2001年の新型ピコ発売からは丸みを帯びた立体的なデザインに変更された。

### 姉妹品
セガおよびセガトイズはピコを幼児、低学年向けの教育・教養の総合ブランドと位置づけ、ピコの名を冠した製品を数種発売した。玩具には「ピコ with Me シリーズ」の名が付けられたものがある。
- さわってピコ - ソフト交換式の音の出る絵本。さわってピコ本体へ絵本状のページがついたロムカセット「絵本ソフト」を差し込み、ページに印刷されたキャラクターや文字に指で触れると、本体に内蔵されたスピーカから音声が発音される。ピコやテレビと接続する必要はなく単体で使用する。さわってピコの絵本ソフトはピコとの互換性はない。
- ミニピコ - 算数教育に特化した、電子ゲームシリーズ。
- ぱそピコ - セガが発売した子供向けのパソコンソフトシリーズ。ピコそのものはセガトイズに移管された後ではあるが、こちらはセガトイズが開発に関与した上でセガ本体から発売されたものとなっている。ピコソフトをパソコン向けに移植・リメイクした作品だけでなく、オリジナル作品も制作・発売された。
- ぐるっとピコ - 足し算の学習を目的とした知育玩具。筒状の本体についた2つの輪を回転させ計算式を作ると、小さな液晶画面に答えが表示される
- おしゃべりタッチピコ - 頭部にキャラクターの立体モデルが付いたタッチペン状の玩具。ペン先をクリックするとキャラクターのおしゃべりや音がスピーカーから発音される。
- ピコランド - セガ・インタラクティブにあたる部門からリリースされた、ゲームセンターやデパート・スーパーに設置された幼児向けのアーケードゲーム機。コインを投入するとカードが1枚払い出されるので、それを読み込ませゲームを進める。この後継機にビーナランドがある。

#### DS-PICOシリーズ
セガトイズ企画原案、コンパイルハート発売のニンテンドーDS専用知育ソフトシリーズ。
- サンリオのパーティへいこう! おりょうり・おしゃれ・おかいもの（2008年8月7日発売）
- サンリオピューロランド ワクワクおかいもの ステキなお部屋をつくりましょ!（2010年11月25日発売）